# Gelephu
Gelephu ou Geylegphug, en dzongkha : དགེ་ལེགས་ཕུ est une ville du dzongkhag (district) de Sarpang au sud du Bhoutan, à la frontière de l'Inde.
Sa population était de 9 199 habitants en 2005.
C'est la capitale du district de Sarpang.